# Paleaequor nicoyensis
Paleaequor nicoyensis är en ringmaskart som beskrevs av Watson Russell 1986. Paleaequor nicoyensis ingår i släktet Paleaequor och familjen Chrysopetalidae. Inga underarter finns listade i Catalogue of Life.